# Fino all'anima
Fino all'anima è brano musicale scritto da Gianni Bella e Antonello de Sanctis e composto nelle musiche da Nek e Gianni Bella ed interpretato dalla cantante italiana Silvia Olari, estratto come primo singolo dall'EP, di debutto solista, Silvia Olari.

## Descrizione
Il brano, presentato durante l'ottava edizione di Amici di Maria De Filippi e pubblicato dalla casa discografica Warner Music Italy, è stato reso disponibile per il download digitale dal 3 marzo 2009 e inviato alle maggiori emittenti radiofoniche il 13 aprile 2009. Il brano è stato nuovamente interpretato dalla Olari durante lo speciale di Amici a Lecce, dove viene presentato anche il suo EP di debutto assieme a quelli degli altri partecipanti.

## Il video
Il video musicale, per la regia di Stefano Bertelli, è stato pubblicato in anteprima il 28 aprile 2009 durante la seconda ospitata della cantante a Total Request Live, in diretta da Milano con Elena Santarelli e Carlo Pastore. Nel video, girato a Milano, Silvia Olari si trova in un loft dove si alterna in varie angolature cantando e suonando il pianoforte. La canzone, inno ad un amore perduto, racconta la malinconia di una storia finita, la speranza di poterla recuperare e la volontà forte di ritornare a possedersi, con il cuore e con l'anima.

## Tracce
Download digitale
1. Fino all'anima – 3:47 (testo: Giovanni Bella, Antonello de Sanctis – musica: Nek, Giovanni Bella)